# Johannes Wenzel (Germanist)
Johannes Wenzel (* 18. Januar 1930 in Leipzig; † 10. Juni 2023 ebenda) war ein deutscher Germanist und Direktor des Herder-Instituts der Universität Leipzig. Sein Arbeitsgebiet war Deutsch als Fremdsprache.

## Leben
Johannes Wenzel war der Sohn des kaufmännischen Angestellten Franz Wenzel und seiner Ehefrau Johanna. Von 1936 bis 1940 besuchte er die 29. Volksschule in Leipzig-Stötteritz und anschließend bis 1948 die Humboldtschule, wo er das Abitur erwarb. Bevor er 1949 das Studium der Fächer Deutsch und Geschichte an der pädagogischen Fakultät der Karl-Marx-Universität Leipzig (KMU) aufnahm, das er 1952 mit dem Staatsexamen für den Unterricht bis zur 10. Klasse abschloss, war er ein Jahr in Deutzen, Kreis Borna, als Neulehrer eingesetzt. Ab 1952 war er Lektor für deutsche Sprache und Literatur an der Universität und studierte von 1953 bis 1954 Germanistik und Geschichte mit dem Abschluss für das Lehramt an der Oberstufe.
Von 1954 bis 1961 war Wenzel Leitender Lektor der Abteilung Sprachunterricht der Leipziger Universität. 1961 wurde er mit der geschichtsthematischen Dissertation „Jakob Burckhardt und die Krise seiner Zeit“ zum Dr. phil. promoviert. Doktorväter waren Walter Markov (1909–1993) und Ernst Engelberg (1909–2010). Von 1961 bis 1965 war er Lektor für Deutsche Sprache und Literatur an der Universität Helsinki und von 1968 bis 1971 desgleichen an der Universität Tampere sowie in der Zeit dazwischen Abteilungsleiter Deutsch für Ausländer am Institut für Fremdsprachen der KMU Leipzig. Die Ernennung zum Wahrnehmungsprofessor 1971 in Tampere führte zum Ausreiseverbot aus der DDR und zu 19 Jahren als Arbeitsgruppenleiter am Herder-Institut.
Während der Wende wurde er 1990 zum Direktor des Herder-Instituts gewählt, was er bis zum Eintritt in den Ruhestand 1995 blieb. 1993 wurde er zum außerplanmäßigen Professor ernannt.
Johannes Wenzel war von 1948 bis 1991 Mitglied der LDPD und von Februar 1990 bis zum Vereinigungsparteitag mit der FDP im August deren stellvertretender Vorsitzender. Nach dem Eintritt ins Rentenalter war er bis 2003 geschäftsführender Vorsitzender des von ihm gegründeten Vereins interDaF (Deutsch als Fremdsprache) am Herder-Institut der Universität.

## Schriften (Auswahl)
- Deutsch für Fortgeschrittene, Verlag Enzyklopädie, Leipzig 1987
- Zur Theorie und Praxis der Erarbeitung eines medizinisch-fachsprachlichen Deutschlehrbuches für Fortgeschrittene. In: Deutsch als Fremdsprache 1989, Nr. 05.  S. 289–294
- Germanistik und auswärtige Kulturpolitik in der ehemaligen DDR und heute. In: Germanistik, Deutschunterricht und Kulturpolitik: aus: Kultureller Wandel und die Germanistik in der Bundesrepublik : Vorträge des Augsburger Germanistentags 1991, Verlag Niemeyer, Tübingen: 1993
- 10 Jahre interDaF. In: Deutsch als Fremdsprache 2003

## Ehrungen
- 1994: Caspar-Borner-Medaille der Universität Leipzig
- 2003: Bundesverdienstkreuzes am Bande